# Bustidoño
Bustidoño es una localidad del municipio de Valdeprado del Río (Cantabria, España).  La localidad se encuentra a 1100 metros de altitud sobre el nivel del mar, y a 9 kilómetros de la capital municipal, Arroyal. En el año 2024 contaba con una población de 11 habitantes (INE). La localidad se encuentra en el límite con la provincia de Burgos.
Los escasos habitantes que residen durante todo el año viven de la ganadería, concretamente de ganado vacuno y caballar. La localidad está rodeado de grandes y fértiles praderas, principal sustento del ganado.
En el periodo estival se aumenta considerablemente la población flotante, debido a la gran afluencia de veraneantes. Estos en su mayoría son hijos y nietos de los antiguos habitantes, los cuales en los años sesenta emigraron en busca de un porvenir, principalmente al País Vasco. Hoy en día "regresan" a las casas de sus antepasados, para disfrutar del descanso vacacional.

## Paisaje y naturaleza
Bustidoño es un pueblo de altura en el área de los Riconchos con un entorno inmediato desprotegido de arbolado que sufrió mucho en los dos últimos siglos los efectos de las “quemas” para obtención de pastizales y de la tala incontrolada para la producción de carbón vegetal, madera para traviesas del ferrocarril y para la fabricación naval. La última gran tala se llevó a cabo en los años sesenta al objeto de sufragar la traída del agua, concretamente se taló la zona conocida como "Peralama". Sin embargo muy cerca, por la parte oriental y ya en territorio de la provincia de Burgos, nos encontramos con las estribaciones de la selva del Monte Hijedo, que se salvó a tiempo de la continua expoliación maderera. Los bosques colindantes, son de pino, roble y haya.
El clima es muy frío en invierno, destacando las grandes nevadas que llegan a aislar al pueblo, si bien últimamente este problema es menor debido a la intervención de las máquinas quitanieves. El verano es cálido pero por las noches baja considerablemente la temperatura.

## Patrimonio histórico
En el centro del pueblo nos encontramos con la ermita de Santa Marina. Es edificio de marcado carácter rural, posiblemente del siglo XVI, con una sola nave rectangular a la que se abre una puerta adintelada. Lo más interesante es la espadaña escalonada de tres pisos con otras tantas troneras en la misma tónica desornamentada que el resto de la ermita. Conserva un retablo muy popular, con arquitectura plateresca enmarcando las hornacinas donde van toscas imágenes y guardapolvos con los símbolos de la pasión.
Las fiestas patronales son el 24 de agosto, el día de San Bartolomé. 